# Hôtel National (Vienne)
Pour les articles homonymes, voir Hôtel national.
L'ancien Hôtel National est un édifice situé au 18 Taborstraße, dans le quartier Leopoldstadt de Vienne. Le bâtiment est actuellement loué sur ses cinq étages. 

## Histoire et description
Dès 1678, la maison « Zum Goldenen Ochsen » avec auberge existait à sa place. Cette maison fut vendue à Rosalia Klier en 1839 et démolie en 1847. Le bâtiment, construit en 1848, est une œuvre peu connue des architectes Ludwig Förster et Theophil Hansen avec une décoration figurative dans les parapets et les cariatides dans l'axe central.
L'ancien Hôtel National était l'un des bâtiments les plus luxueux de son époque, doté du chauffage central, d'un ascenseur (cinq ans avant qu'Otis ne présente son premier ascenseur), et d'une cour semi-circulaire. L'une des principales attractions de l'hôtel était son jardin sur le toit avec une terrasse panoramique, et qui peut accueillir jusqu'à 4 000 invités. Les couloirs étaient chauffés et les chambres disposaient d'un système d'air conditionné. À son ouverture, l'hôtel compte 486 fenêtres sur 4 étages. Il ouvre sous le nom de Klier’s National-Gasthof, mais aussi Grand Hotel National.
En 2009, l'ancien Hôtel National a été vendu à l'hôpital des Frères de la Miséricorde voisin. Les rumeurs d'une éventuelle démolition ont fait mis le bâtiment à la une des journaux, l'édifice sera alors protégé.
La plaque de rue Taborstraße en yiddish conçue par l'artiste Sebestyén Fiumei, qui est désormais attachée à la maison du 5 Taborstraße, a été installée ici au cours de l'été 2017,.